# Dacheinsturz eines Krematoriums in Muradnagar
Der Dacheinsturz eines Krematoriums in Muradnagar im nordindischen Distrikt Ghaziabad (Uttar Pradesh) war ein Unglücksfall, bei dem 25 Menschen ums Leben kamen.
Am 3. Januar 2021 kam es zu einem Dacheinsturz eines Krematoriums im Ortsteil Ukhlarsi in Muradnagar. Dabei starben 25 Menschen, weitere wurden verletzt. Das Dach des Gebäudes konnte indischen Medien zufolge dem Druck schwerer Regenfälle nicht mehr standhalten. Zum Zeitpunkt des Unglücks fand eine Verbrennungszeremonie statt.
Die Einsatzkräfte durchsuchten am Sonntagabend die Trümmer nach weiteren Verschütteten. Die Behörden leiteten eine Untersuchung zur Klärung der Ursachen ein. Der indische Premierminister Narendra Modi und der indische Staatspräsident Ram Nath Kovind sprachen ihr Beileid aus.
Einen Tag nach dem Dacheinsturz wurde ein leitender Angestellter der Gemeinde Muradnagar und zwei weitere Beamte festgenommen, die Familien platzierten am Montag die Leichen über der Delhi Meerut Road und blockierten die ehemalige Nationalstraße für etwa sieben Stunden, um Gerechtigkeit zu fordern. Die Regierung erhöhte die Entschädigungssumme für die Angehörigen von 200.000 auf 1 Million Rupien (10 lakhs, rund 11.140 €) je Opfer.